# Lecariocalyx borneensis
Lecariocalyx borneensis är en måreväxtart som beskrevs av Cornelis Eliza Bertus Bremekamp. Lecariocalyx borneensis ingår i släktet Lecariocalyx och familjen måreväxter. Inga underarter finns listade i Catalogue of Life.